# L'arca di Noè (film 1999)
L'arca di Noè (Noah's Ark) è una miniserie televisiva in 2 puntate trasmesse per la prima volta nel 1999.
È una miniserie a sfondo religioso statunitense e tedesca con Jon Voight, Mary Steenburgen, F. Murray Abraham, Emily Mortimer, Jonathan Cake, Alexis Denisof, Mark Bazeley. È incentrata sulle vicende del racconto biblico dalla distruzione di Sodoma e Gomorra nel primo episodio e dell'arca di Noè nel secondo episodio.

## Produzione
La miniserie, diretta da John Irvin su una sceneggiatura di Peter Barnes, fu prodotta da Stephen Jones per la Babelsberg International Film Produktion e la Hallmark Entertainment e girata in Australia e a Glen Rose in Texas.

## Distribuzione
La miniserie fu trasmessa negli Stati Uniti dal 2 maggio 1999 con il titolo Noah's Ark sulla rete televisiva NBC.. In Italia, la miniserie è stata trasmessa la domenica pomeriggio, su Italia 1, all'interno del ciclo "Fantastica Avventura". Mediaset ha condensato le due puntate in un unico film della durata di 135 minuti circa, replicato nel corso degli anni anche da Rete 4. A partire dal 2021, la miniserie è replicata in versione integrale da Tv2000.
Altre distribuzioni:
- in Portogallo il 27 luglio 1999
- in Canada il 29 agosto 1999 (L'arche de Noé)
- in Germania il 24 ottobre 1999 (Arche Noah - Das größte Abenteuer der Menschheit)
- in Francia nel giugno del 2000 (L'arche de Noé)
- in Finlandia nel 2002 (Noan arkki, in DVD)
- in Norvegia il 3 aprile 2002
- in Ungheria il 24 settembre 2005 (Noé bárkája)
- in Grecia (I kivotos tou Noe)
- in Italia (L'arca di Noè)